# Michael Gebhardt
Michael William Gebhardt (conocido como Mike Gebhardt; Columbus, 25 de noviembre de 1965) es un deportista estadounidense que compitió en vela en las clases Division II, Lechner A-390 y Mistral.
Participó en cuatro Juegos Olímpicos de Verano, entre los años 1988 y 2000, obteniendo dos medallas, bronce en Seúl 1988 (Division II) y plata en Barcelona 1992 (Lechner A-390). Ganó una medalla de bronce en el Campeonato Mundial de Mistral de 1993.

## Palmarés internacional
| Juegos Olímpicos | Juegos Olímpicos     | Juegos Olímpicos  | Juegos Olímpicos |
| Año              | Lugar                | Medalla           | Clase            |
| ---------------- | -------------------- | ----------------- | ---------------- |
| 1988             | Seúl (Corea del Sur) | Medalla de bronce | Division II      |

| Juegos Olímpicos | Juegos Olímpicos   | Juegos Olímpicos | Juegos Olímpicos |
| Año              | Lugar              | Medalla          | Clase            |
| ---------------- | ------------------ | ---------------- | ---------------- |
| 1992             | Barcelona (España) | Medalla de plata | Lechner A-390    |

| Campeonato Mundial | Campeonato Mundial  | Campeonato Mundial | Campeonato Mundial |
| Año                | Lugar               | Medalla            | Clase              |
| ------------------ | ------------------- | ------------------ | ------------------ |
| 1993               | Kashiwazaki (Japón) | Medalla de bronce  | Mistral            |